# Åkerbogölen
Åkerbogölen är en sjö i Åtvidabergs kommun i Östergötland och ingår i Storåns huvudavrinningsområde.